# .22 Long Rifle

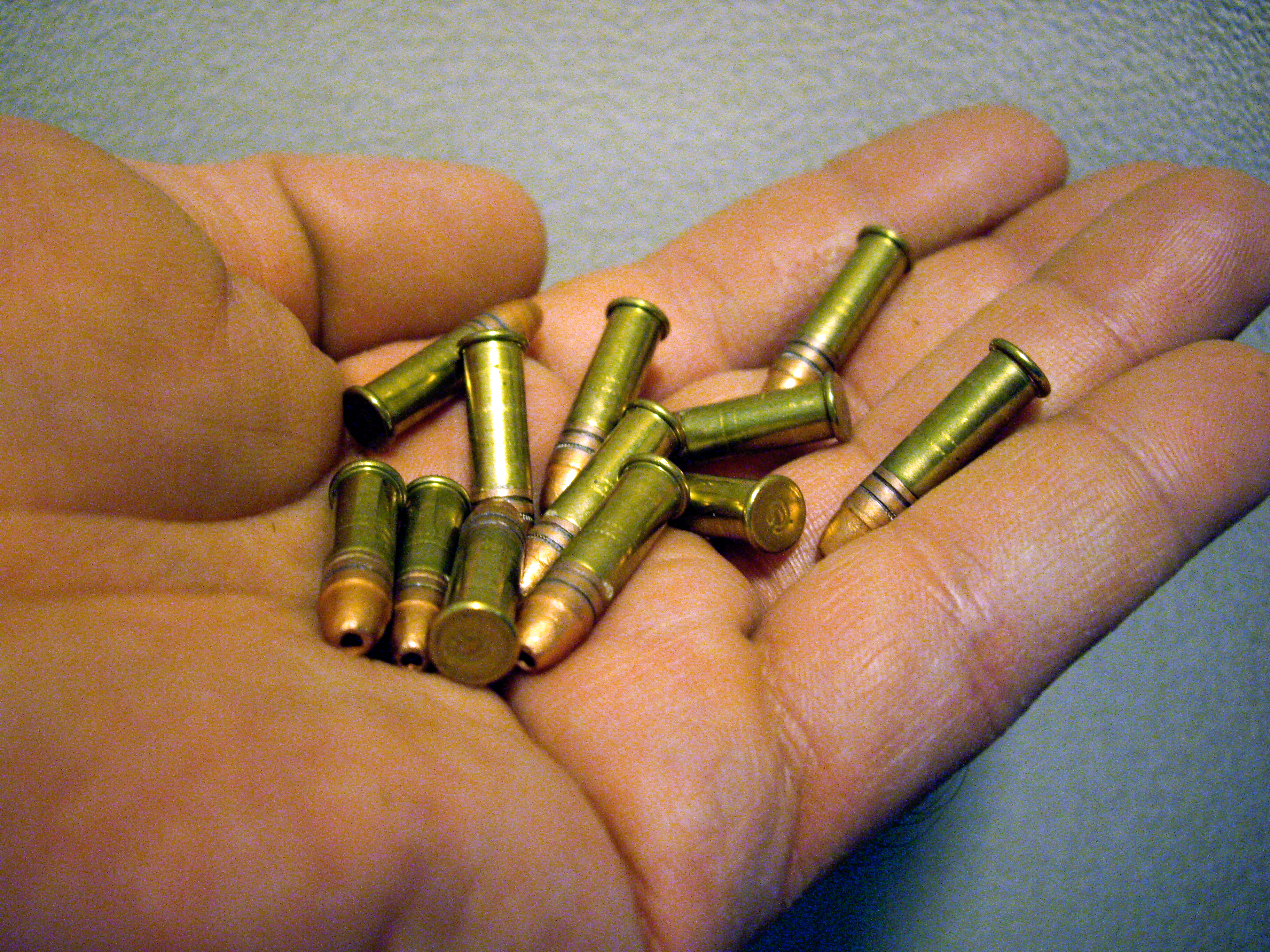
Patroner i kaliber .22 Long Rifle.

.22 Long Rifle (22LR eller 5,6 × 15 mm R) är den mest spridda ammunitionen i världen. Kalibern introducerades 1887 av J. Stevens Arm & Tool Company. 22 i beteckningen betyder att kulans diameter är 0,22 amerikanska tum eller 5,6 millimeter. Den vanligaste hylslängden är 15 mm och R betyder rimfire det vill säga kantantändning. Patronen har en fastställd totallängd av 1 tum vilket är 25,4mm vilket gör att det förekommer olika patroner i kalibern. Tex en med tyngre kula som 22Lr SSS (Sub Sonic Sniper) där då hylsan är kortare. 22Lr Stinger är en annan 22Lr som istället har en längre hylsa och mindre kortare kula för högre hastighet men som också är en 22Lr. I stället för en separat tändhatt som pressas fast i hylsan har man gjort en liten kant i vilken tändsatsen har gjutits in. När slagstiftet slår mot hylskanten uppstår en deformation varvid tändsatsen antänds och i sin tur antänder krutet.
Den är mycket populär som sport- och träningsskyttepatron; inte minst tack vare det låga priset och den bekväma (svaga) rekylen. 22LR används till exempel vid skidskytte och inom det svenska hemvärnets ungdomsverksamhet. I jaktsammanhang tillhör den i Sverige klass 4, vilket betyder att den får användas för jakt på bland annat kråka, mård, mink, iller, vildkanin, bisam, ripa, järpe, duva, måsfågel, björktrast, övriga kråkfåglar, undantaget korp samt vid avlivning av fällfångat vilt.
Används i småviltstudsare, och tidigare i salongsgevär (småviltstudsare utan flerskottsmagasin).
.22 Long Rifle är den vanligast förekommande ammunitionen i de svenska nationella skyttegrenarna, och används för bland annat orienteringsskytte, skidskytte, fripistol, banskytte och fältskytte.
För sportskytte används omantlad ammunition. För jakt används koppar- eller mässingsmantlad ammunition med högre utgångshastighet. Det finns också en variant med 1,3 mm blyhagel, så kallad "råtthagel".